# Via Aquilia
La via Aquilia è stata una via consolare, fatta costruire dal proconsole romano Manlio Aquilio Gallo, dal quale prese il nome, nell'anno 65 a.C. Tale strada terminava a Reggio Calabria.